# Afterglow (film 1997)
Afterglow è un film di Alan Rudolph del 1997.

## Trama
Le vite di due infelici coppie sposate si intrecciano a Montreal, in Canada.
Il matrimonio tra Lucky Mann, un piccolo imprenditore edile, e la sua bellissima moglie britannica, l'ex attrice Phyllis Hart, è in pessimo stato da svariati anni. Tra Phyllis e suo marito Lucky esiste un tacito accordo: continuano a vivere insieme ma non fanno più l'amore. La loro relazione si é compromessa anni prima, quando Phyllis ha rivelato a Lucky che la loro figlia Cassie è in realtà la figlia di un altro uomo. Phyllis ha infatti concepito Cassie mentre Lucky era arruolato nell'esercito; il padre biologico di Cassie é Jack Dana, un attore collega di Phyllis. Dopo la rivelazione della verità sulle sue origini, la giovane Cassie è scappata di casa e non parla più con sua madre da alcuni anni. Phyllis è inoltre depressa dopo aver appreso che Jack Dana, il vero padre di sua figlia, è morto di recente. La donna comincia allora a mettere in discussione la propria mortalità e va a vedere un medico per un controllo. Phyllis passa inoltre molto tempo a guardare i suoi vecchi film nei quali ha recitato con Dana. Dal canto suo, il marito Lucky sembra talvolta incline a lasciarsi sedurre dalle clienti presso le quali interviene come idraulico o imbianchino.
Nel frattempo, anche il giovane manager aziendale Jeffrey Byron e sua moglie Marianne sono infelicemente sposati. Marianne vorrebbe tanto avere dei bambini e per questo desidera ardentemente essere amata da Jeffrey, ma quest'ultimo è freddo e distante. Jeffrey è a volte attirato dal fascino della sua segretaria personale, una donna matura e più anziana di lui, ma in realtà la maggior parte del tempo è piuttosto depresso e ha già contemplato la possibilità di suicidarsi. Un giorno, Marianne si trova nel periodo dell'ovulazione e aspetta impazientemente che suo marito rientri dall'ufficio per fare l'amore con lui. Nel loro lussuoso appartamento duplex, la giovane donna prepara una romantica cenetta a lume di candela e si veste in modo attraente per stimolare l'interesse di Jeffrey. Ma non appena il marito torna a casa, niente va come previsto. Malgrado le avances appassionate di Marianne, Jeffrey non rivolge neanche un sorriso alla sua bella moglie e, con aria piuttosto seccata, le fa capire freddamente che i bambini non lo interessano. È un duro colpo per Marianne, che piange e si dispera.
Il giorno dopo, Marianne decide di iniziare comunque a preparare una stanza per un bambino nel loro appartamento e assume un imprenditore consigliatole da una sua amica. L'imprenditore é, guarda caso, proprio Lucky Mann. Marianne è immediatamente attratta dal fascino di questo uomo virile e più maturo di lei, e i due iniziano una relazione. Marianne e Lucky escono anche insieme e si danno appuntamento in un bar, dove passano un romantico momento. Ma Phyllis, la moglie di Lucky, ha notato il cambiamento di comportamento di suo marito e l'ha seguito nel bar. Seduta ad un tavolo in fondo alla sala, Phyllis spia discretamente le manifestazioni di affetto tra suo marito e la giovane Marianne, e ne è molto rattristata.
Dopo che Marianne e Lucky sono andati via, Phyllis resta ancora qualche minuto seduta nel bar a meditare, ed è proprio in quel momento che Jeffrey, il marito di Marianne, arriva per caso nel locale e si siede proprio al tavolo vicino a quello di Phyllis. Jeffrey è immediatamente attratto da Phyllis, la sua passione per le donne mature è ormai accertata.  Il giovane uomo comincia a parlare con l'ex attrice, la quale decide di stare al gioco. Poco dopo, Jeffrey invita addirittura Phyllis a passare un fine settimana con lui in un albergo di lusso, ma Phyllis rifiuta e lascia il bar. Tornata a casa, Phyllis trova suo marito Lucky che dorme già nel letto e si rende conto di amarlo ancora. La donna sveglia allora il marito per proporgli, una tantum, di fare l'amore con lei, ma lui rifiuta. Phyllis ha allora una crisi isterica, e rivela a Luke di essere al corrente della sua relazione con Marianne. Senza commenti, Lucky va a dormire sul divano. Il giorno dopo, Phyllis decide finalmente di accettare l'invito del giovane Jeffrey per il fine settimana e parte in automobile con lui.
Jeffrey, dal canto suo, ha giusto detto a sua moglie Marianne che avrebbe dovuto assentarsi per un viaggio di lavoro. Una volta arrivati nell'albergo di lusso, Phyllis e Jeffrey incontrano un'altra coppia di persone agiate, Bernard Ornay e la sua amante Monica Bloom. Anche Ornay viene attratto da Phyllis e, approfittando di un leggero disaccordo tra lei e il suo giovane amante, decide di sedurla e, per questo motivo, va a prendere dello champagne al bar. Poco più tardi, Phyllis e Jeffrey si sono rapidamente riconciliati e sono infine soli nella loro camera. I due cominciano a fare l'amore, ma l'arrivo imprevisto di Ornay con la sua bottiglia di champagne rompe la magia del momento. Dopo aver cacciato via Ornay, Jeffrey e Phyllis decidono di non fare più l'amore e lasciano l'albergo la mattina dopo.
Qualche tempo dopo, le due coppie neoformate (Marianne e Lucky, Phyllis e Jeffrey) si incontrano di nuovo nello stesso bar visto in precedenza, e, dato che Lucky è in tenero atteggiamento con Marianne, Jeffrey diventa geloso e ha una lotta fisica con Lucky. Mentre il personale interviene per separarli, Phyllis allontana Marianne e le consiglia di tornare a casa. Marianne crede che Phyllis sia una semplice amica di suo marito, non sa ancora che si tratta della moglie di Lucky. Le due donne lasciano insieme il locale e Marianne si fa accompagnare da Phyllis a casa sua per mostrarle la stanza che sta facendo preparare per il suo bambino. Nell'appartamento dei Byron, Phyllis riconosce gli attrezzi del marito ma non dice nulla, cercando di nascondere la sua tristezza. Ma quando Marianne le rivela di essere incinta di Lucky, Phyllis si arrabbia e se ne va.
Più tardi, Jeffrey torna a casa e sembra come rinvigorito dall'avventura. Propone a sua moglie di fare l'amore e Marianne accetta, ma non dice nulla sul fatto di essere già incinta di un altro. Nel frattempo, Lucky ritrova sua figlia Cassie e la prega di tornare a casa per vedere di nuovo la madre Phyllis. Questo avrà come conseguenza anche la riconciliazione tra Phyllis e Lucky.
Alla fine della storia, la stessa cosa che era successa a Phyllis accade a Marianne: entrambe avranno avuto un figlio non col loro rispettivo marito, ma con un altro uomo.

## Colonna sonora
La colonna sonora del film comprende il brano Non credere nella versione del 1969 di Fausto Leali.

## Riconoscimenti
- 1998 - Premio Oscar
  - Candidatura alla miglior attrice protagonista a Julie Christie
- 1998 - Independent Spirit Awards
  - miglior attrice protagonista a Julie Christie